# Кримськотатарська архітектура
Кримськотатарська архітектура — архітектура Кримського ханства та кримських татар, одного з корінних народів України.
Одне з важливих місць у загальній культурній спадщині кримських татар належить середовищу їхньої життєдіяльності, яке формують архітектурні об'єкти. Своєрідністю Криму є винятковий природний колорит, що створюють лісисті гори, що прилягають до узбережжя, химерні скелі, котрі вклинюються в Чорне море, степні простори. Палаци, мечеті, мавзолеї, медресе, фортеці, лазні, громад. будівлі, збудовані в Криму декілька століть тому, неоціненні своєю красою, історичним значенням і символічною виразністю.
Узагальнення численних матеріалів щодо давніх пам'яток зодчества в Криму дозволило виявити усталені споконвіку характерні прийоми в містобудуванні та архітектурі, що застосовують у проєктуванні сучасні кримськотатарські архітектори.
Формування відбувалося під впливом традицій народів Кримського півострова, середземноморської й турецької архітектури. Кримськотатарський стиль строгий, витриманий, з характерним орнаментом, без надлишку деталей і дорогих оздоблювальних матеріалів.

## Класична кримськотатарська архітектура
Донині визначні зразки кримськотатарської архітектури збереглися у містах Ескі-Керим (Старий Крим), Бахчисарай, Кезлев (Євпаторія), Кефе (Феодосія), Акмесджит (Сімферополь), Алушта, Ялта, Ор-Капу тощо.

### Старий Крим
Серед найвизначніших споруд Старого Криму — палац хана Батия (1253), мечеть Бей-Барса (1287–88), мечеть хана Узбека (1314) з медресе (1332–33), хан (караван-сарай XIV століття).

### Карасубазар
Другим містом за рівнем розвитку торгівлі з відповідною архітектурою у передгірній частині був Карасубазар (Білогірськ), який належав роду беїв Ширинських. У ньому споруджено 2 караван-сараї: великий (15 ст.) і малий (17 ст.) Таш-хани.

### Кефе
Найпотужніше портове місто у XVI столітті — Кефе (Феодосія), в якому кримські татари звели 70 мечетей. Найкраще збереглася мечеть Муфтій-Джамі (1623), створена в османських архітектурних традиціях.

### Бахчисарай
Виразну кримськотатарську забудову з кривими середньовічними вуличками та ландшафтну архітектуру має Бахчисарай, через який ущелиною вздовж скель протікає ріка Чурук-Су. Першими відомими спорудами на території міста були надмогильні пам'ятники (дюрбе) з мармуру та піщанику з вирізьбленим написом молитви, текіє дервішів (монастир мандрівівних мусульманських проповідників) і мечеть. Мавзолеї (дюрбе) мали поминальні наземні поверхи та підземні склепи для померлих. Правильні пропорції, співмірність частин, якісне мурування з тесаного каменю на міцному вапнякові розчині сприяли задовільному збереженню цієї цікавої малої форми архітектури Криму XVI—XVII століттях. Перший кримський хан Гаджі-Ґерай у середині XV століття влаштував у старій частині міста свою укріплену резиденцію, а внизу, в Салачику, збудував палац.
Комплекс палацових будівель складається з мечеті, Зинджирли медресе та лазні. Сад-палац (крим. bağça saray), від якого походить назва міста, створювали зі східною пишністю близько 300 років, починаючи від XVII століття (див. Бахчисарайський державний історико-культурний заповідник). Він двічі зазнавав руйнувань під час російсько-турецьких воєн, кілька разів його відновлювали та перебудовували, щоразу змінюючи. Зі сходу до приміщення палацової варти прилягає найкрасивіша та найошатніша будівля комплексу — велика ханська мечеть (Хан-Джамі). В її архітектурі досягнуто стильової єдності екстер'єру та інтер'єру. У старому місті була поширена житлова забудова садибного типу. Кожний дім, прилаштований до певного рельєфу, мав асиметричне планування, конструкторський і функціональний розподіл за поверхами: нижній, кам'яний, був призначений для господарчих потреб, верхній, фахверково-дерев'яний, — для житлових. Другий поверх збоку вулиці консольно нависав над входом, а у дворі облаштовували заг. скляну веранду зі сходами на терасу.
Мечеті Орта-Джамі, Молла Мустафа-Джамі, Тахтали-Джамі.

### Акмесджит
Над входом до соборної мечеті Кебир-Джамі зберігся напис араб. мовою про те, що вона була споруджена 1508 на честь хана Султан Менглі Ґерая Абдурахман-бек Алі.
Стіни храму зведені з черепашкового каміння на глиняному розчині, згодом потиньковані й повапновані. Білизну стін постійно поновлювали, унаслідок чого мечеть, а потім і місто, що тут виникло, отримали назву Акмесджит (Біла мечеть). У XIX столітті збудовано ще одну соборну мечеть — Базар-Джамі, а також мечеті Тохта-Джамі (1827), Джума-Джамі (1829), Ак-Мечеть (1849), Сеїд-Нафе (1860), Оні-Джума-Джамі (1866) тощо. Наприкінці цього століття у Сімферополі існувало не менше 10 мечетей.
Садиба Палласа — заміського типу кримськотатарська садиба XVIII століття.
Чокурча-Джамісі — мечеть в мікрорайоні Чокурча (Лугове), збудована в середині XVIII століття.

### Кезлев
Середньовічна частина Кезлева (Євпаторії) лежить на рівному морському узбережжі Каламітської затоки. Місто протягом багатьох століть інтенсивно забудовували та ущільнювали, особливо після того, як кримський хан Девлет Ґерай I наказав на честь своєї коронації закласти у 1552 році найбільшу та найвеличнішу на Кримському півострові мечеть Джума-Джамі (Кезлевську мечеть).
За твердженням дослідників, її будівництво завершилося у 1564 році. Під склепінням нового храму оголошене право на Кримське ханство (фірман), отримане у Стамбулі. У ньому зберігається скріплений підписом хана спеціальний акт, присвячений цій події. Проєкт Кезлевської мечеті хан замовив у визначного турецького архітектора Хадже Сінану. Мечеть Джума-Джамі вирізняється скромністю та лаконічністю форм і декоративного оздоблення, що було характерним для архітектури Кримського ханства, на відміну від помпезної архітектури Османської імперії.
Серед інших пам'яток — турецька лазня, текіє дервішів (обидві — XVI століття), чайний будиночок (кінець XIX століття), Шукурла-Ефенді.

### Коккоз
У селі Коккоз (Соколине) — палац князів Юсупових, збудований у 1910 році архітектором М. Красновим, творцем Лівадійського палацу для російської імператорської родини. Краснов збирав предмети кримськотатарської старовини, від 1900 реставрував Бахчисарайський палац, тому у загальному вигляді споруди прослідковуються характерний стиль й архітектурні мотиви. Такому вибору безперечно сприяло й походження замовника — російського вельможі з давнього князівського роду, родоначальником якого був кримськотатарський князь Юсуф.
Мечеті Коккоз-Джамі або Юсуповська та Булгаковська.

### Ор-Капу
Чотирикутна фортеця, що існувала тут, у різні часи була різною, бо епізодично ремонтувалась та добудовувалась, або ж навпаки — руйнувалась. Різні оцінки давали їй очевидці. Вже відомий читачам Евлія Челебі побачив тут збудоване з тесаного каміння п'ятибічне подвійне укріплення, висотою 23 аршини та три тисячі кроків навкруги, з трьома оберненими на південь залізними брамами та гарматами з боків, з трьомастами «закритими балконами» та двадцятьма чотирикутними баштами, які було видно на відстані п'яти днів дороги. Всередині фортеці вчений турок побачив вісімдесят кримськотатарських будинків, покритих землею, а зовні — триста будинків з глиняними дахами та мечеть з красивим невисоким мінаретом із білого мармуру.
Посол Василь Тяпкін та дяк Микита Зотов (окреме посольство, що було направлене 1680 року царем Олексієм Михайловичем до Криму) побачили: «Перекоп кам'яний чотирикутний, в'їзд та виїзд в одні ворота з кримського боку, а другу браму засипано, а з московської сторони стоїть глухою стіною межа валу, а в тих стінах зроблено багато домових жител та горищ. А камінь та цегла в стінах кладені та змазані між брусів дерев'яних глиною та землею, і від того твердості ніякої не мають. По стінах та брамах лише вісім башт, довкруг усього міста рів глибиною сажнів зо три. Від того ж міста по обидва боки до морських вод влаштований вал, а біля валу з московського боку, від степу, рів не глибокий та розділений, і на валу в багатьох місцях є отвори та переходи для людей…».
Відомий голландський державний діяч Н. Вітзен, що видав 1690 року в Амстердамі свою книгу «Північна та Східна Татарія», вмістив зображення міста-фортеці Перекопа, де чітко видно структурний план, багато будов Ферахкермана (Ор-Капу), його оточення.
Російського мандрівника Василя Зуєва, що їздив до Криму за завданням Російської академії наук, дивувала загадкова сова, символ мудрості, котру було вирізьблено на камені фортечних воріт Ор-Капу. У фортецю, осяяну турецьким прапором, озброєну турецькими гарматами, яку охороняв півторатисячний гарнізон, з північного боку вів єдиний підйомний міст на ланцюгах.
У 1736 і 1738 роках Ор-Капу брали та залишали російські війська і лише в липні 1771 року вони остаточно оволоділи фортецею, після чого її й було зруйновано.
Француз Жільбер Ромм, гувернер тринадцятирічного графського сина Павлика Строганова, що відвідав Крим 1786 року для вивчення географії в подорожах, побачив лише залишки семи зруйнованих башт, що їх було «розміщено так: дві в місті, дві ближче до Сиваша, три в бік Чорного моря…».

## Кримськотатарський модернізм— архітектурний проєкт, що не відбувся
У біографії Мойсея Гінзбурга (1892—1946), одного з головних теоретиків радянського конструктивізму, є епізоди, пов'язані з Кримом: у 1917 році архітектор приймає запрошення замовника і вирушає до Криму виконувати свій перший фаховий проєкт — приватну садибу Локшиних у Євпаторії. Повернувшись до Москви у 1921 році, Мойсей Гінзбург публікує статтю «Татарское искусство в Крыму», в якій прискіпливо аналізує впливи, що їх зазнало кримськотатарське мистецтво, виокремлюючи роль античної («археологічне сміття») та візантійської спадщин, готського впливу, арабсько-перського, мавританського і турецького стилів. Значну увагу він приділяє сакральній архітектурі та як приклад наводить мечеть Джума-Джамі (або Хан-Джамі) і текіє (монастир) дервішів у Євпаторії. Гінзбург припускає, що Джума-Джамі є величною копією мініатюрного монастиря дервішів, та робить висновок, що попри очевидність запозичень зі Стамбула, архітектура старого Ґезльова має національні риси, а мечеть і монастир є неперевершеними зразками кримськотатарської монументальної архітектури.
Натомість описуючи цивільну архітектуру, Гінзбург наводить лише приклад Ханського палацу в Бахчисараї (метафорично називає його оселею гурій, копальнею радості), а житлу надає другорядного та маловартісного значення. Визначаючи несакральну кримськотатарську архітектуру як павільйонну, Гінзбург пише, що подібне зодчество не має суто архітектурної цінності, натомість є прикладом мистецтва декоративного. Проте вже у статті 1926 р. в журналі «Современная архитектура» він зазначить, що блискучі східні мечеті — це мертвий матеріал історії, натомість непоказне помешкання бідного мусульманина — точка відліку для розвитку його (мусульманина) нової культури. Архітектор характеризує кримськотатарське житло як «розкидані в садах» павільйони, що утворюють «неправильні корпуси», сповнені краси та затишку, прикрашені безсистемно, але зі смаком. Гінзбург звертає увагу на функціональність помешкання: два чи півтора поверхи, де нижній — нежитловий, верхній — галерея (засклена) або тераса на дерев'яних колонах. На його думку, кримськотатарському будинку властива асиметричність і «неправильний» розподіл об'ємів. Попри «павільйонність» та відсутність монументальності, притаманної кам'яним мечетям, для Гінзбурга Ханський палац у Бахчисараї — це достоту перлина. Водночас автор свідомий того, і кілька разів звертає на це увагу читача, що споруда — вже не той автентичний ханський палац, спалений військами Мініха в 1736 р. Гінзбург стверджує, що в 1783 р., із анексією Криму Росією, казка «кримської Шахеризади» різко обривається, кришка «казкової табакерки» назавжди закривається. Прикметно, що він наголошує на тому, що вигляд палацу змінився не тільки внаслідок неодноразових руйнувань і пограбувань, а й у результаті відбудов і реставрацій відповідно до псевдоарабсько-перського стилю — «болісної агонії», здійсненої «російськими руками».
Архітектор відзначає, що саме в часи правління ханів кримські татари переживали свій «пишний» розквіт та підйом національного життя. Згадуючи Джума-Джамі в Євпаторії, Гінзбург стверджує, що період будівництва мечеті був часом зародження «національної моці».
Першим втіленим проєктом архітектора був павільйон Кримської АРСР на першій Всеросійській (Всесоюзній) сільськогосподарській виставці 1923 р. Прикметно, що в оформленні павільйону, який фактично наслідував Ханський палац, але зі строгістю, згодом властивою конструктивізму, брав участь Бахчисарайський музей, а саме його директор Усеїн Боданінський, а також представник кімерійської школи живопису, кримський художник Костянтин Богаєвський. Тематично виставка взорувалася на популярні в Російській імперії сільськогосподарські та мануфактурні виставки, але, на відміну від попередніх, на виставці 1923 р. павільйони демонстрували здобутки не фабрикантів, а свіжоспечених автономних республік. За рік Гінзбург підготував проєкт павільйону СРСР для Всесвітньої виставки 1925 р. в Парижі, проте у конкурсі не переміг. Доцільно припустити, що така увага до півострова була продиктована бажанням показати Крим як вітрину успішного соціалістичного проєкту «імперії ствердної дії».
На початку 1930-х рр. Мойсей Гінзбург повертається до Криму. У 1932 р. на замовлення Державного інституту проєктування міст (Гіпрогор) він очолює велику міждисциплінарну групу дослідників (серед них — кримськотатарський архітектор Садик Ногаєв) для виконання завдання Ради народних комісарів Кримської АРСР з «першого в СРСР районного перепланування». У 1935 р. було опубліковано «проміжний звіт» діяльності групи «Социалистическая реконструкция южного берега Крыма». В редакторській передмові до видання (ред. С. І. Емірвелієв) зазначено, що планування охоплює три національні (кримськотатарські) райони (Алуштинський, Ялтинський та частково Балаклавський), а тому є втіленням ленінської національної політики. Саме втілення полягало у підвищенні матеріального та культурного рівнів трудящих корінної національності. Не важко здогадатися, що мова йде саме про кримських татар. Попри те що у вступі, порівнюючи планування південного узбережжя з плануванням промислового району, Гінзбург указує, що замість корисних копалин виробничими силами Криму є клімат і природа, у висновку Держплану йдеться про «широке залучення місцевого татарського населення» до роботи на курортах і в радгоспах: згідно зі схемою, населення має бути розміщене між курортами та сільськогосподарською зоною, що дозволить членам однієї родини працювати в обох галузях. Використання групою дослідників геоморфологічних, кліматичних, зрештою, медичних підходів до зонування південного узбережжя на той момент уже не було чимось новим. Справді, сучасників проєкту могли дивувати сміливі рішення на кшталт побудови аеропорту на Ай-Петрі, залізниці із Сімферополя до Ялти чи мережі безрейкових доріг. Однак заплановане «широке залучення місцевого татарського населення», особливо на тлі поступового згортання «ленінської» національної політики (до масштабних репресій, під час яких буде винищено кримськотатарську політичну та інтелектуальну еліти, залишалося всього кілька років), з метою перетворити південне узбережжя Криму на «зразкову оздоровницю» має знайомий гіркий присмак аж ніяк не підвищення культурного рівня трудящих мас. Іронія полягає в тому, що сам Гінзбург у вступній частині вказує на царську колонізаторську політику та потребу відновити справедливість, надавши місцевому населенню вільний вихід до моря та паркових зон, який вони втратили ще за «царських часів».

## Сучасна кримськотатарська архітектура
Наприкінці 1980-х років розпочався новий період у житті кримськотатарського народу — повернення та облаштування в Криму. Для відродження своєї культури та традицій кримськотатарські архітектори розробили низку проєктів, однак значну кількість з них унаслідок політичних, національних, фінансових та інших причин не вдалося реалізувати.
Серед сучасних кримськотатарських архітекторів І.-Г. Нагаєв, З. Нагаєва, Шукри Халілов, А. Бекіров, Л. Буджурова, Едем Керімов, Селім Сеутов, Т. Меметова, Самір Халілов, М. Умаров, Я. Якубов.
Брат і сестра Нагаєви самостійно, а також у співавторстві з іншими архітекторами спроєктували забудову ділянок курортної зони Феодосії (1990), генплан і забудову мікрорайонів Ісмаїл-Бей у Євпаторії (1991) та Богурча (Кам'янка)-Новий Абдал (Біле) у Сімферополі (1992), культурно-етнографічний комплекс у Євпаторії (1991–92), інтер'єри та фасад Кримськотатарського музично-драматичного театру (2000), скульптурного комплекса-монумента «Відродження» (2003–04; Державна премія України ім. Т. Шевченка, 2005), міжнародного центру культури «Крим» (2006), меморіального комплексу льотчику Султан Амет-Хану (2009–10), комплекс соборної мечеті Буюк Джума-Джамі (2011), пам'ятник жертвам депортації Криму (2013) у Сімферополі, мечеть, доброустрій скверу поблизу автовокзалу (обидва — 2006) в Алушті, готель на 45 місць у селі Привітне Ялтинського району (2007), етногр. с. Чалаш (2006) і генплан села Кутлак (Веселе) Феодосійського району (2013), міжнародний туристичний комплекс «Пристань хмар» у Ялті, готель на 30 місць у місті Алупка (обидва — 2008).
Приклади сучасних мечетей:
- Рефат Веліулла Джамі, Карасубазар (Білогірськ)
- Зуя-Джамісі, Зуя
- Яни-Джамі, Саки
- Наріман Осман Джамісі, Яни Капу
- Буюк Джума-Джамі, Акмесджит (Сімферополь)
- Кадир-Джамі, Ливадки (Левадки)

## Кримськотатарська архітектура в умовах російської окупації
Росіяни фактично знищують ханський палац у Бахчисараї, називаючи це «ремонтно-реставраційними роботами».
Російська Федерація у 2017 році, через три роки після анексії півострова, почала «ремонтно-реставраційні» роботи в палаці. Так, унікальні будівельні матеріали почали замінювати сучасними, нівелюючи історичну значущість комплексу.
З того часу Україна неодноразово відправляла звернення до ЮНЕСКО з проханням зупинити так звану реконструкцію. Організація у 2021 році опублікувала доповідь, у якій визнала, що «реставрація» створює загрозу знищення історико-культурної цінності пам'ятки. Після цього роботи призупинили більше ніж на рік, але у грудні-2022 їх відновили.

## Галерея

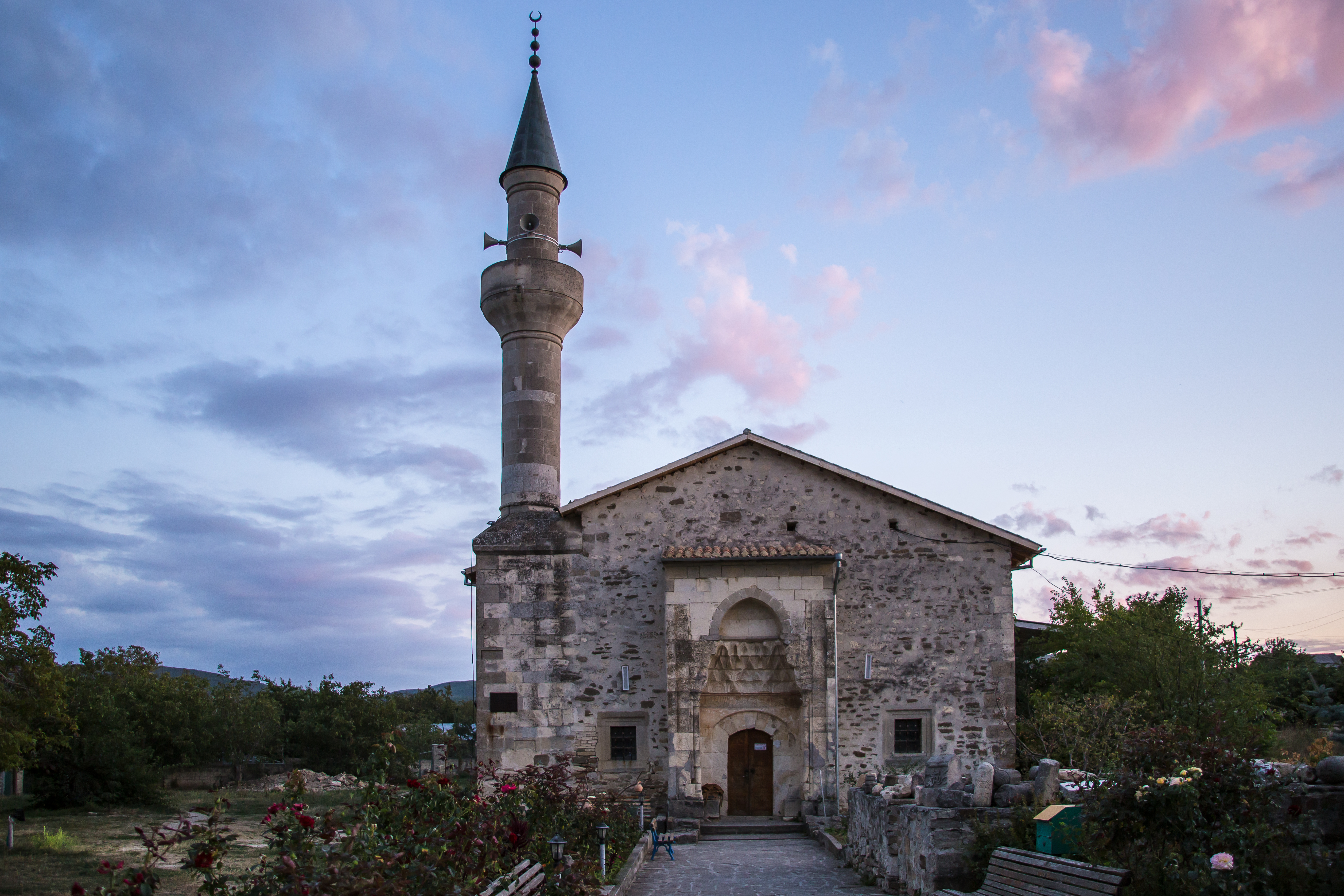
Мечеть хана Узбека
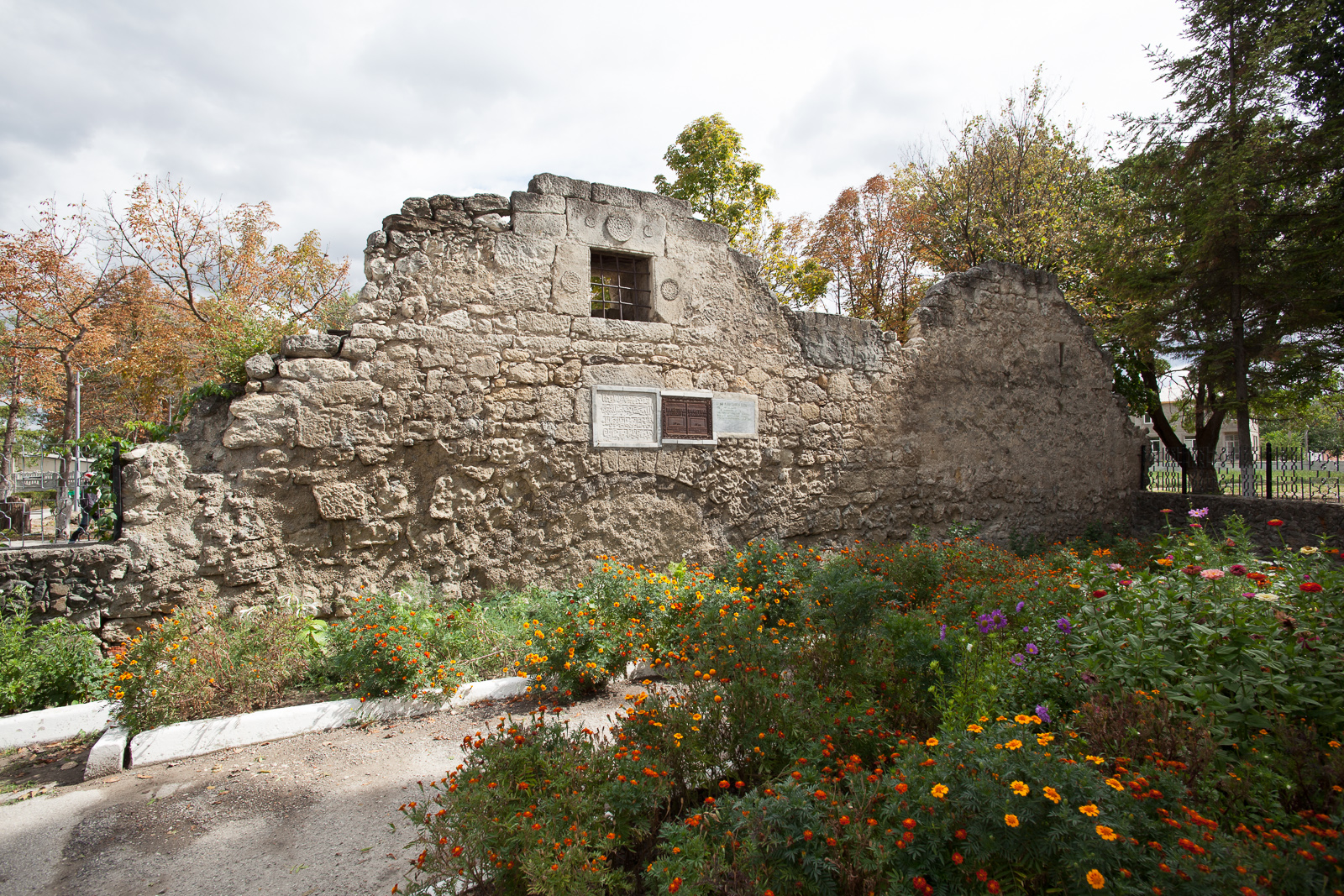
Таш-Хан
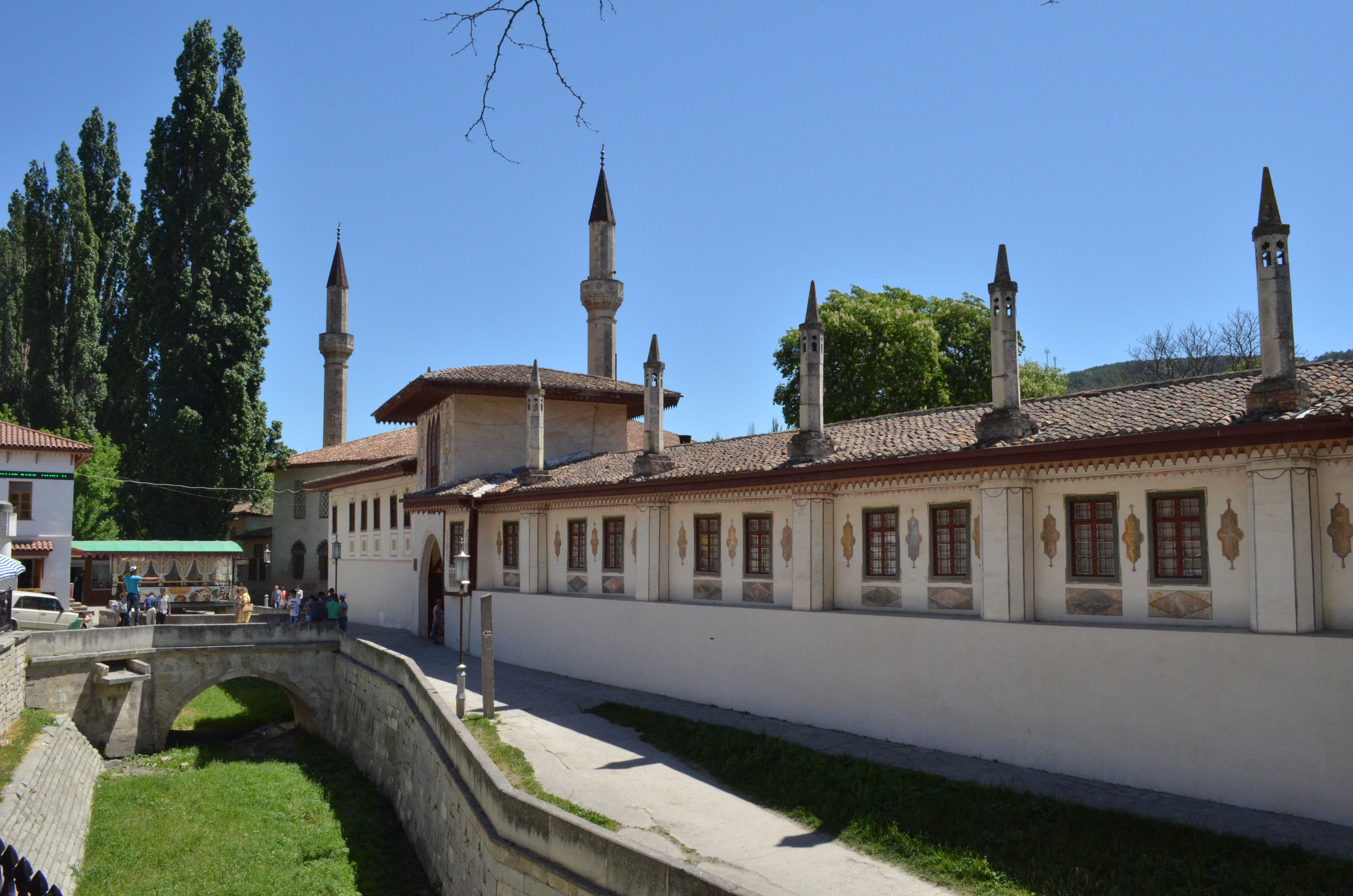
Бахчисарайський державний історико-культурний заповідник
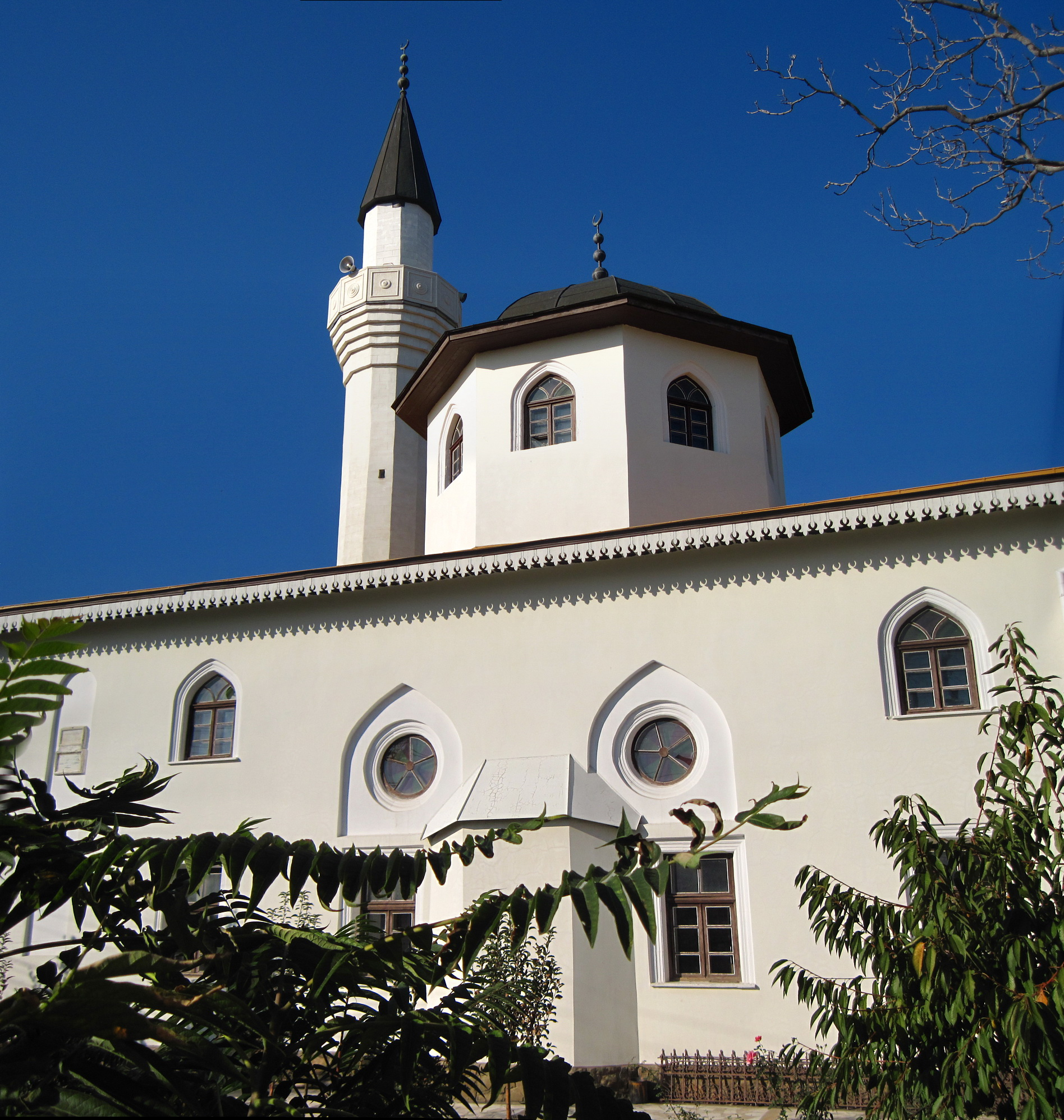
Кебір-Джамі
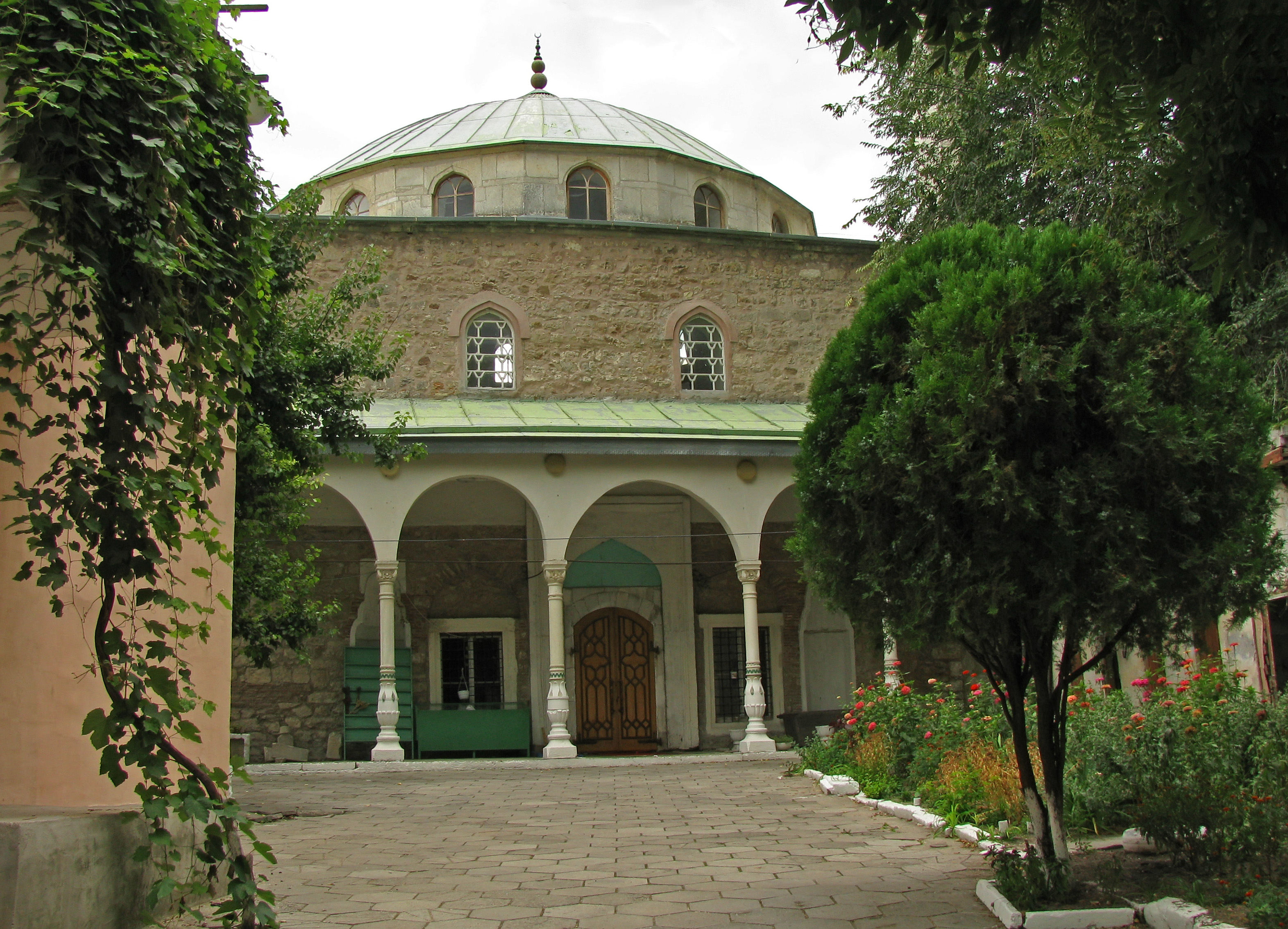
Муфті-Джамі
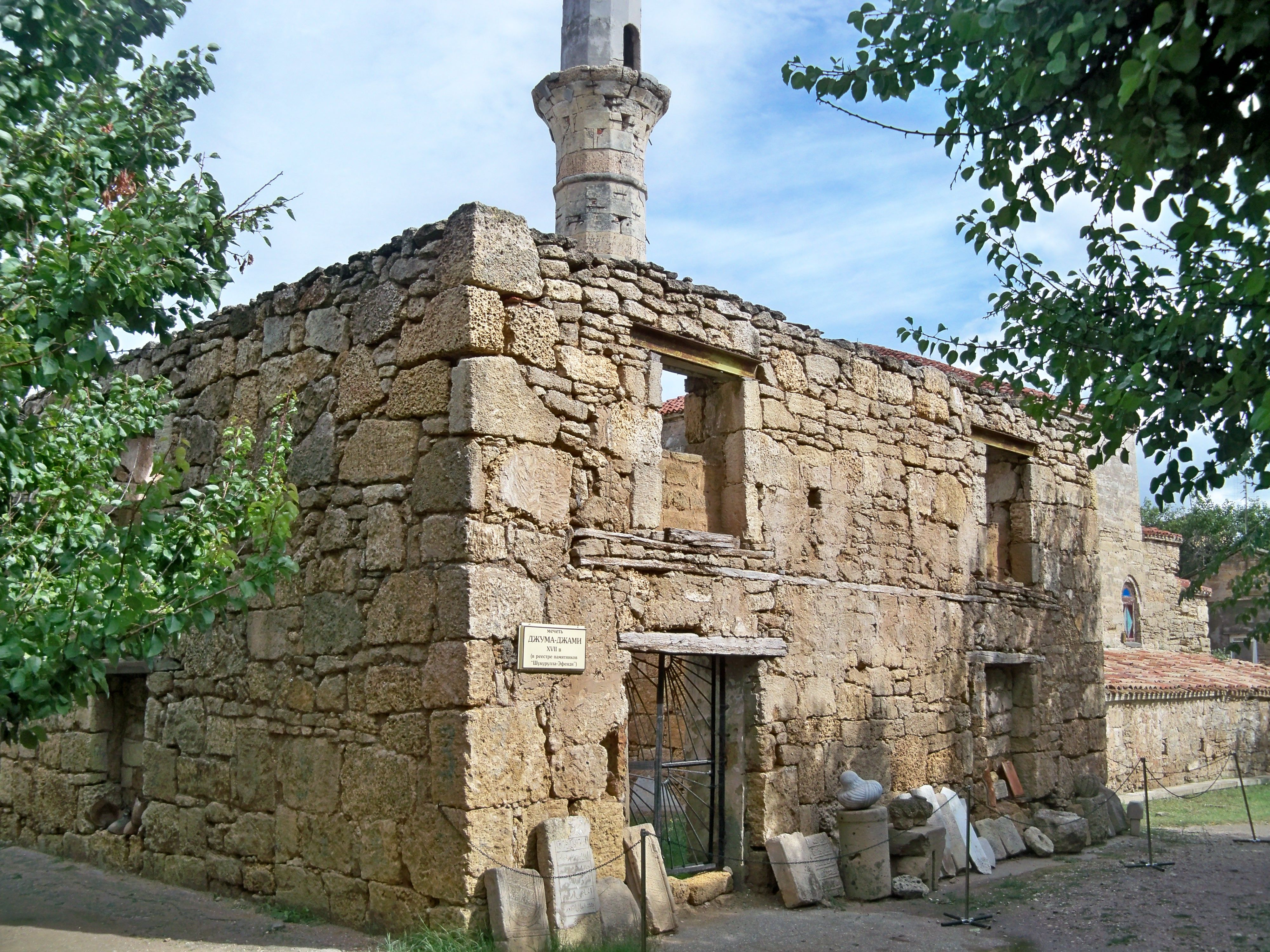
Шукурла-Ефенді
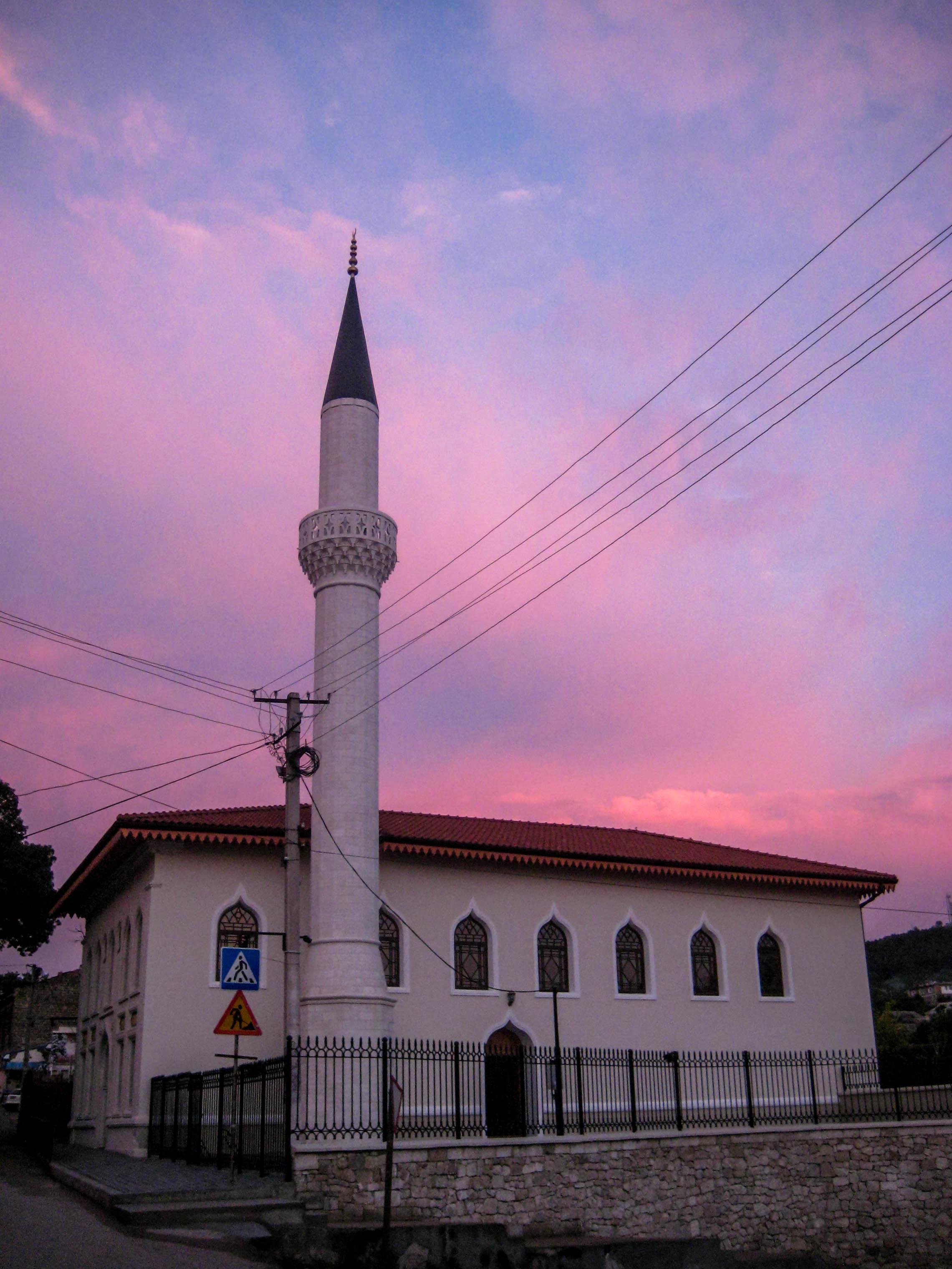
Орта-Джамі
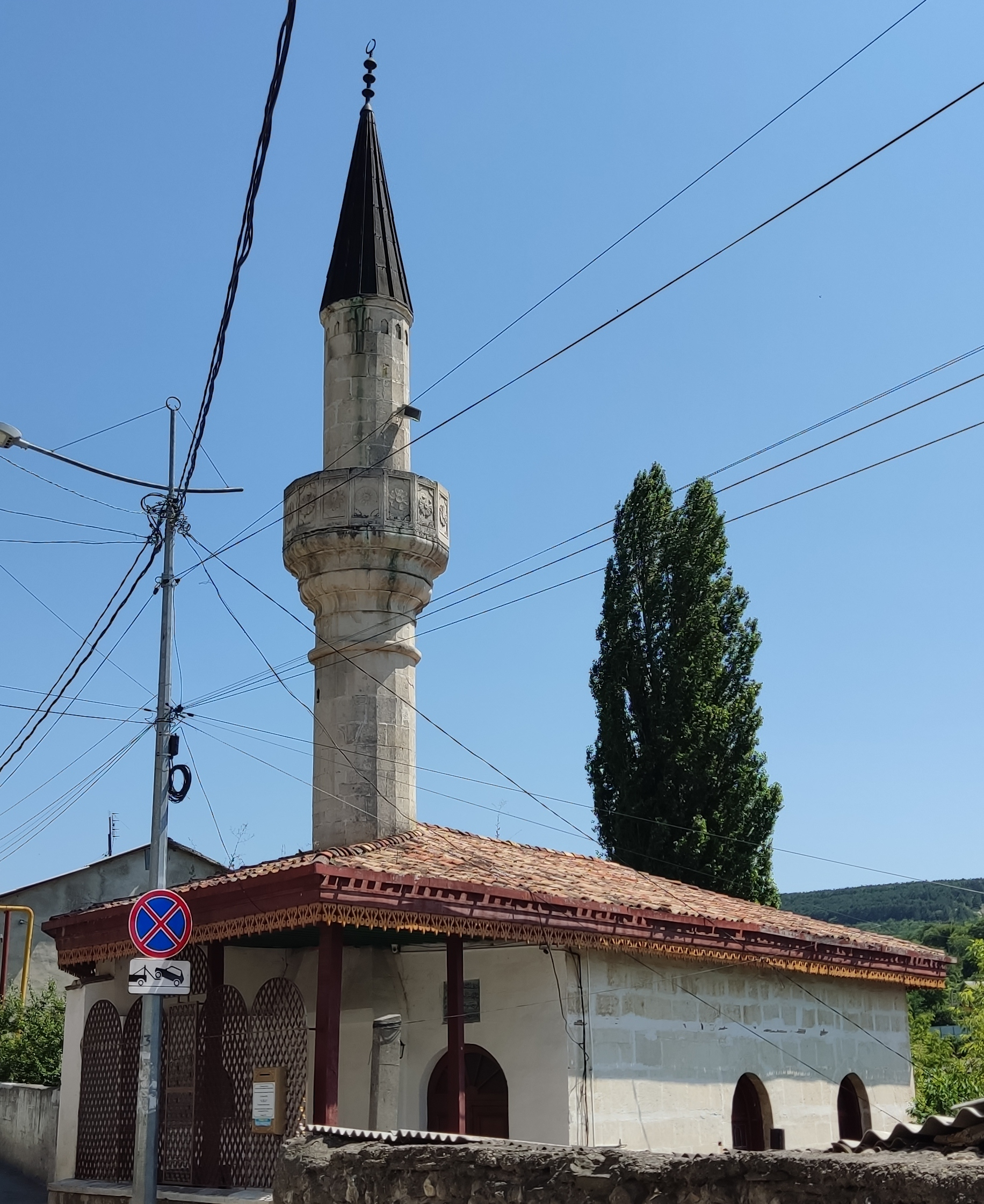
Тахтали-Джамі
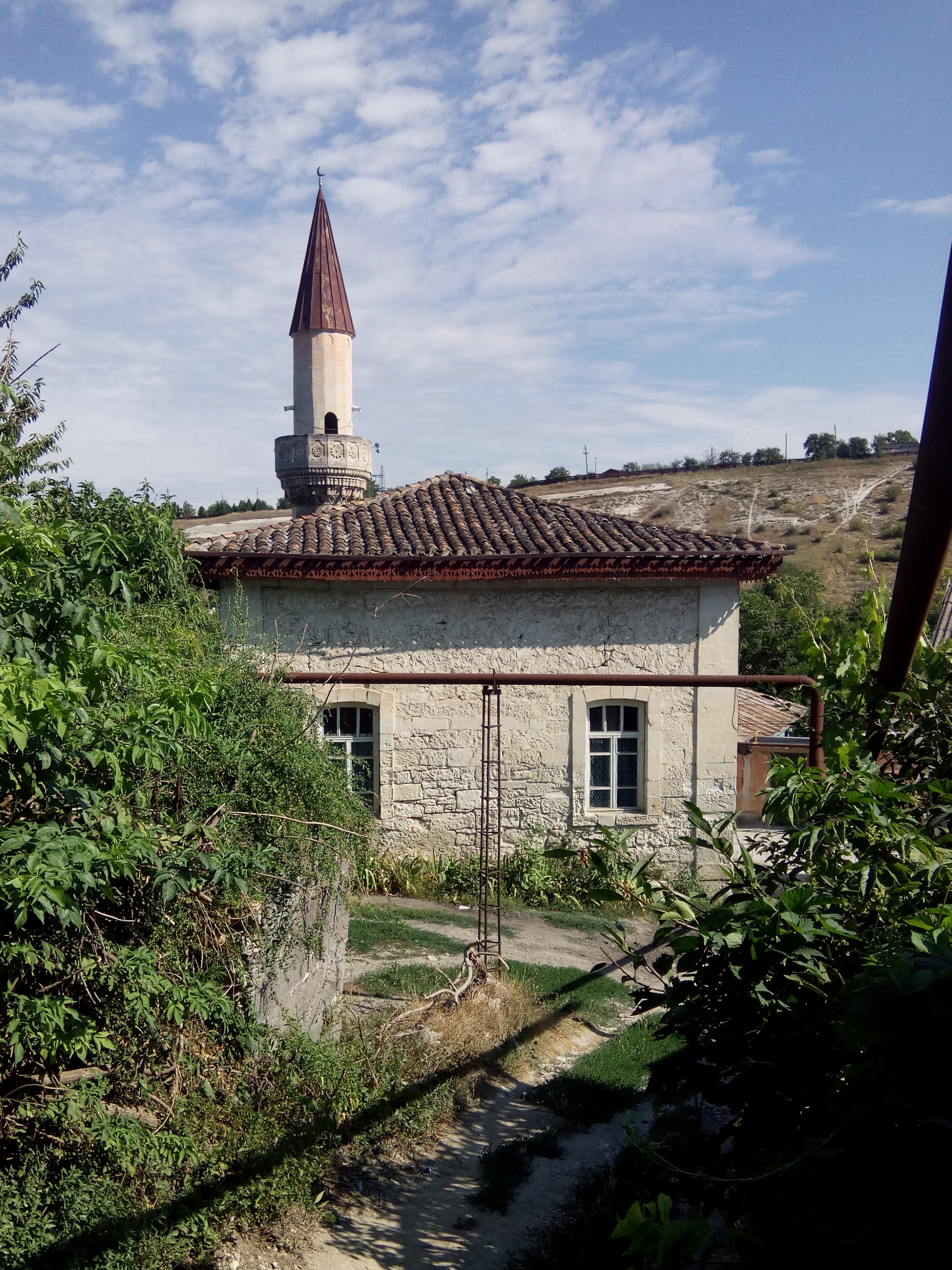
Молла Мустафа Джамі
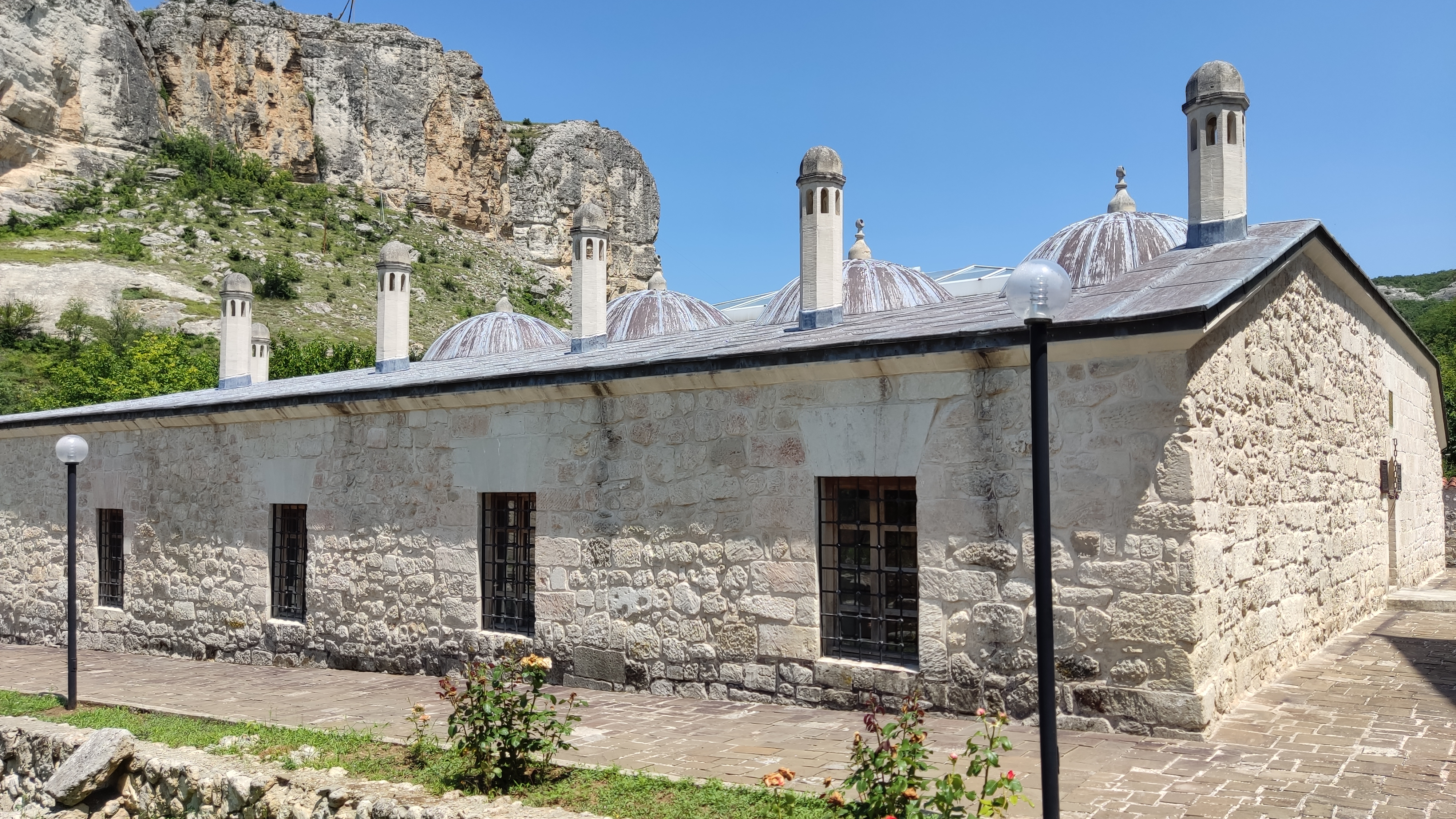
Зинджирли-медресе
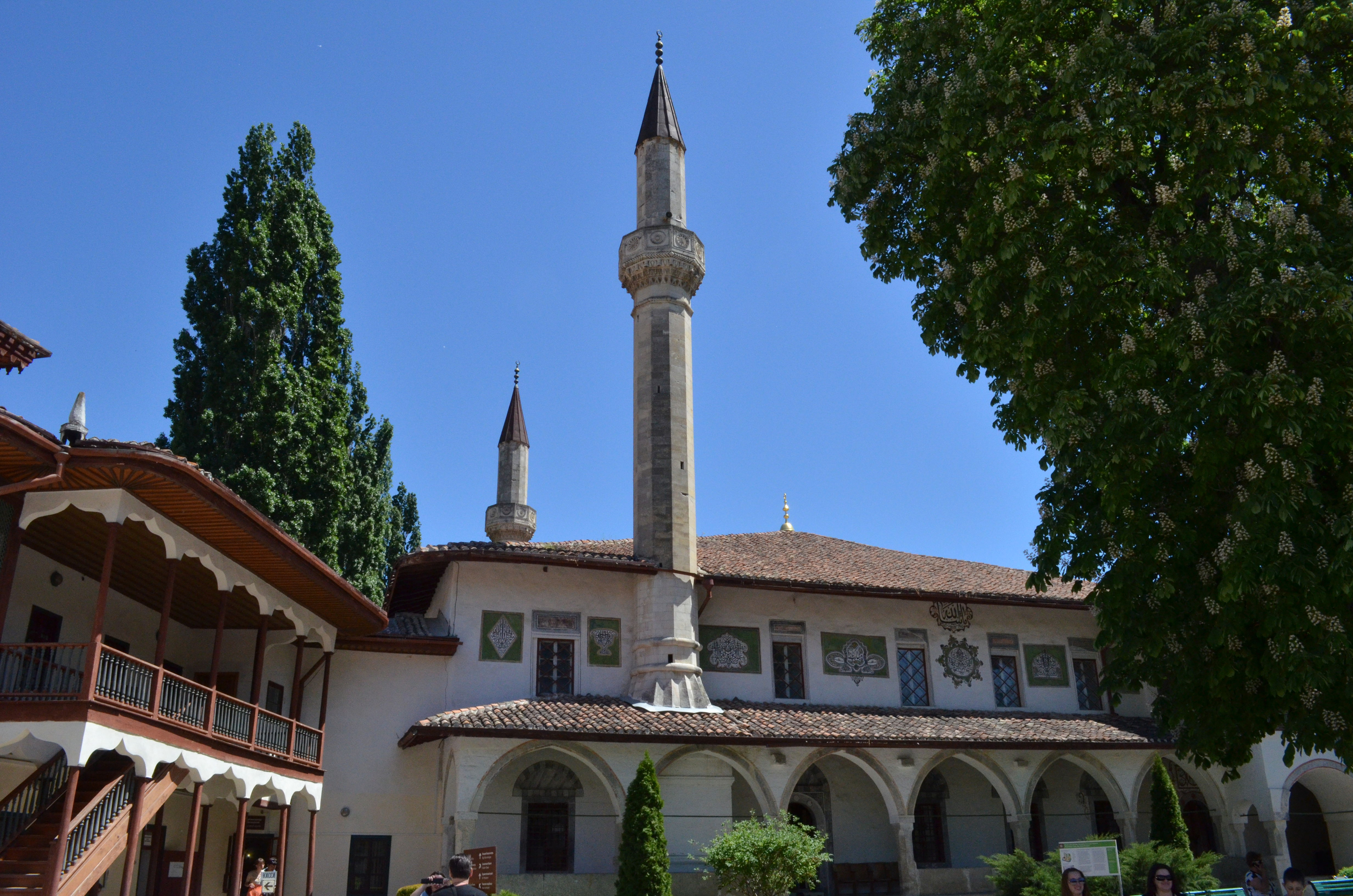
Велика ханська мечеть
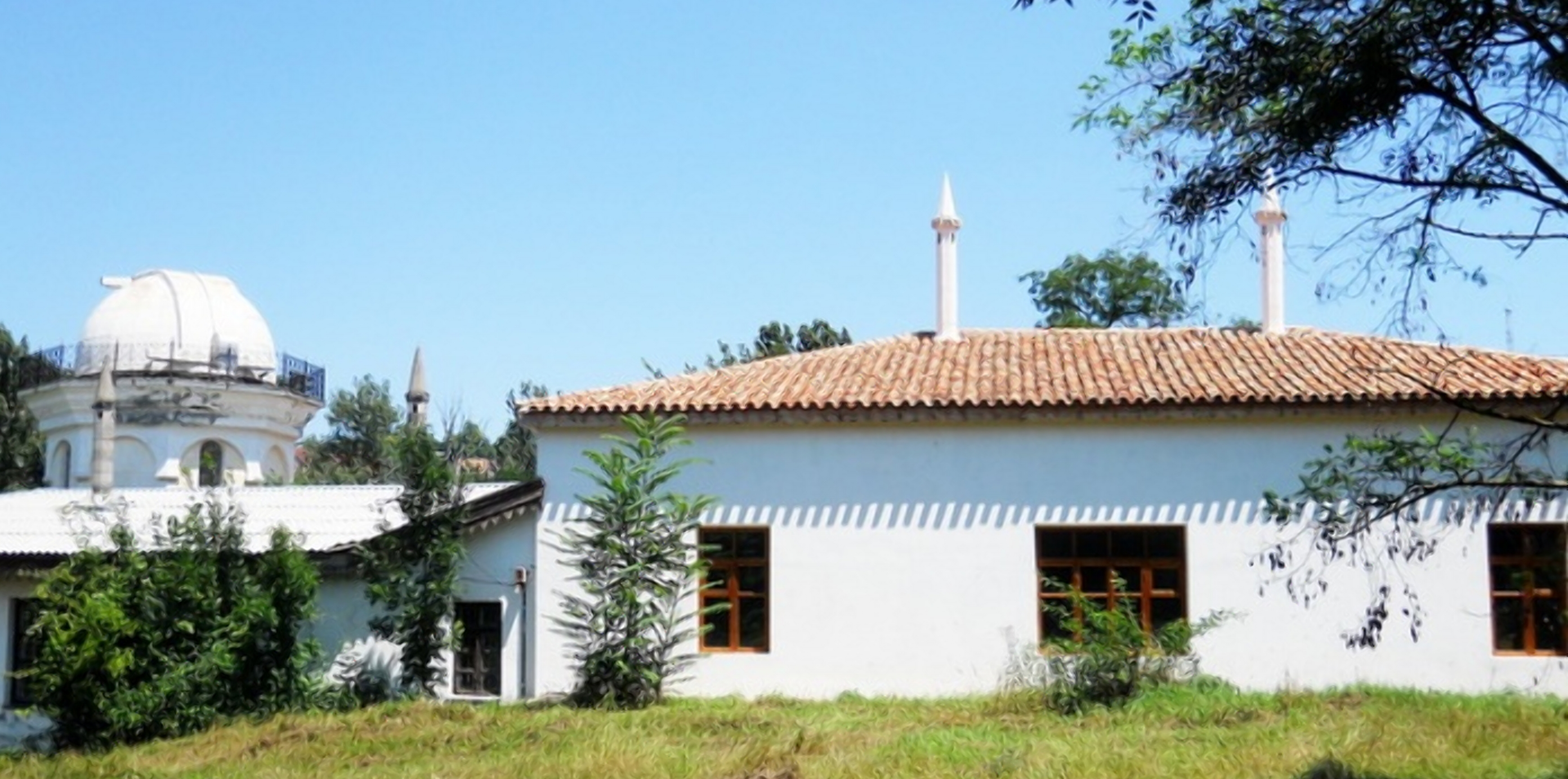
Садиба Палласа
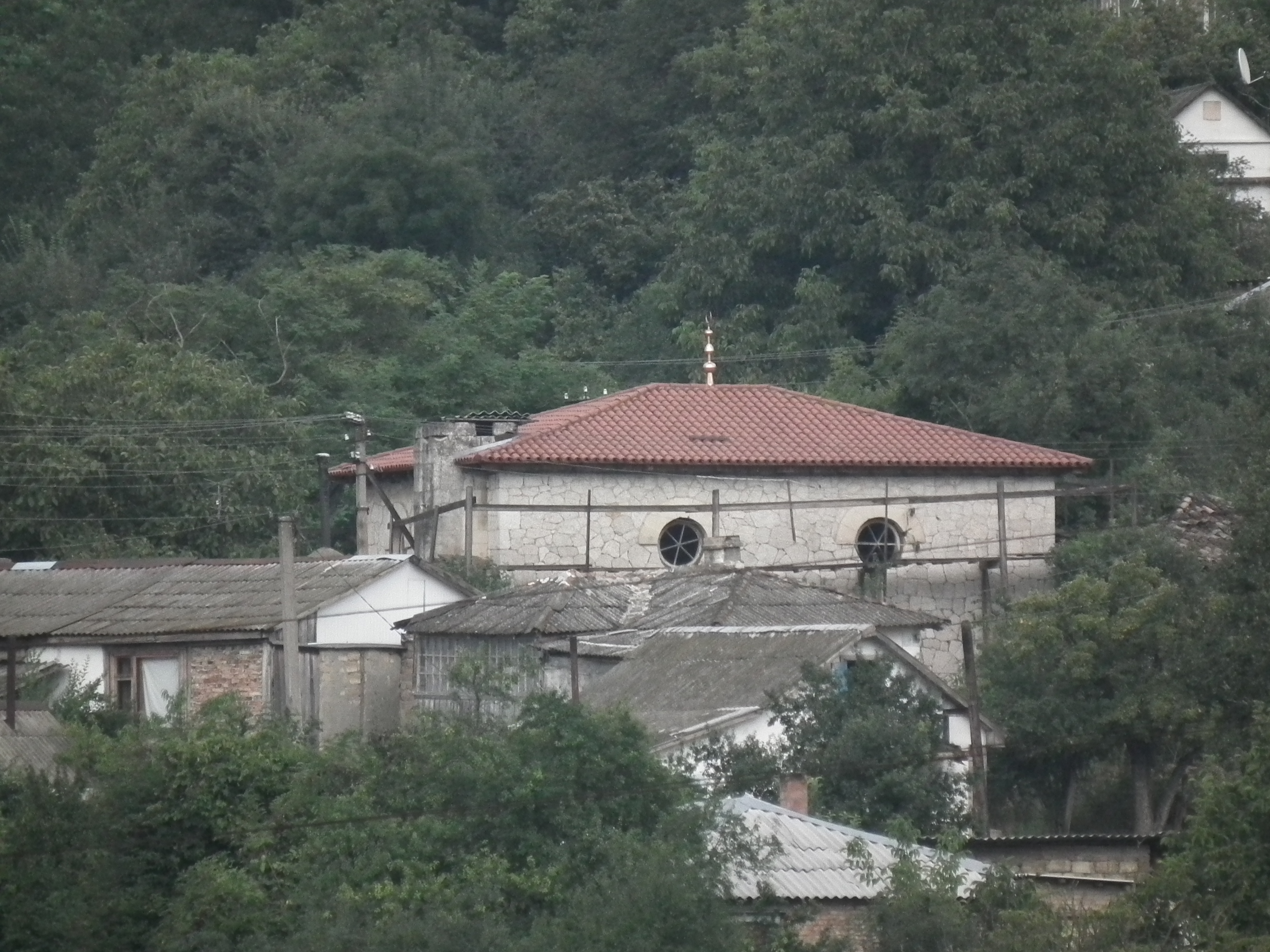
Булгаковська мечеть
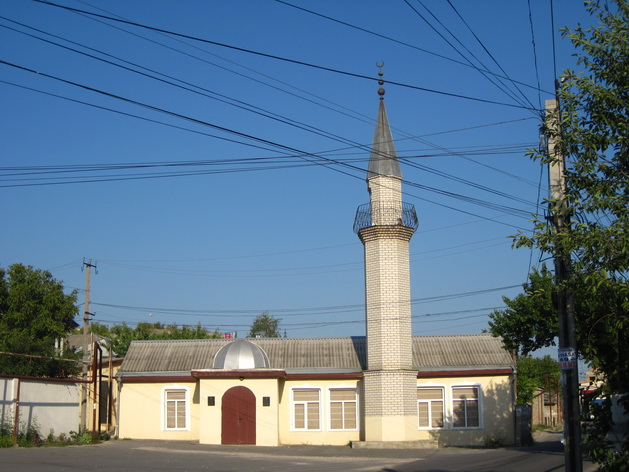
Чокурча-Джамісі
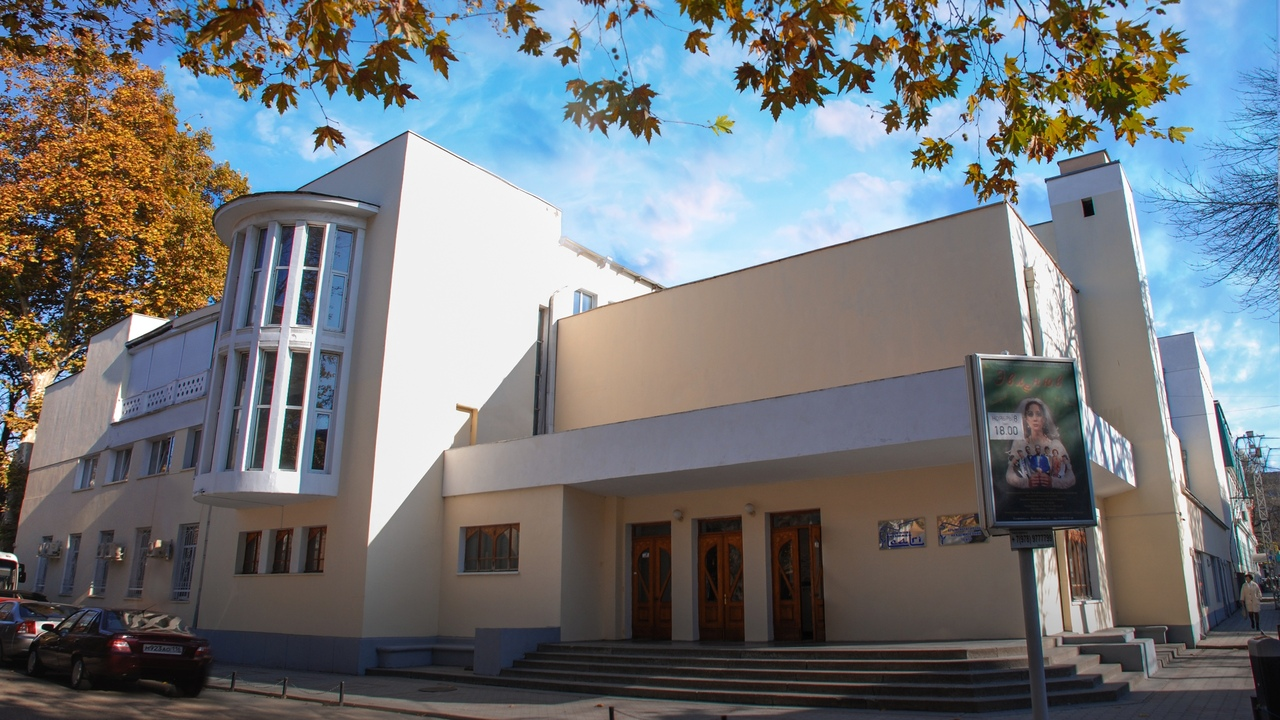
Кримськотатарський академічний музично-драматичний театр
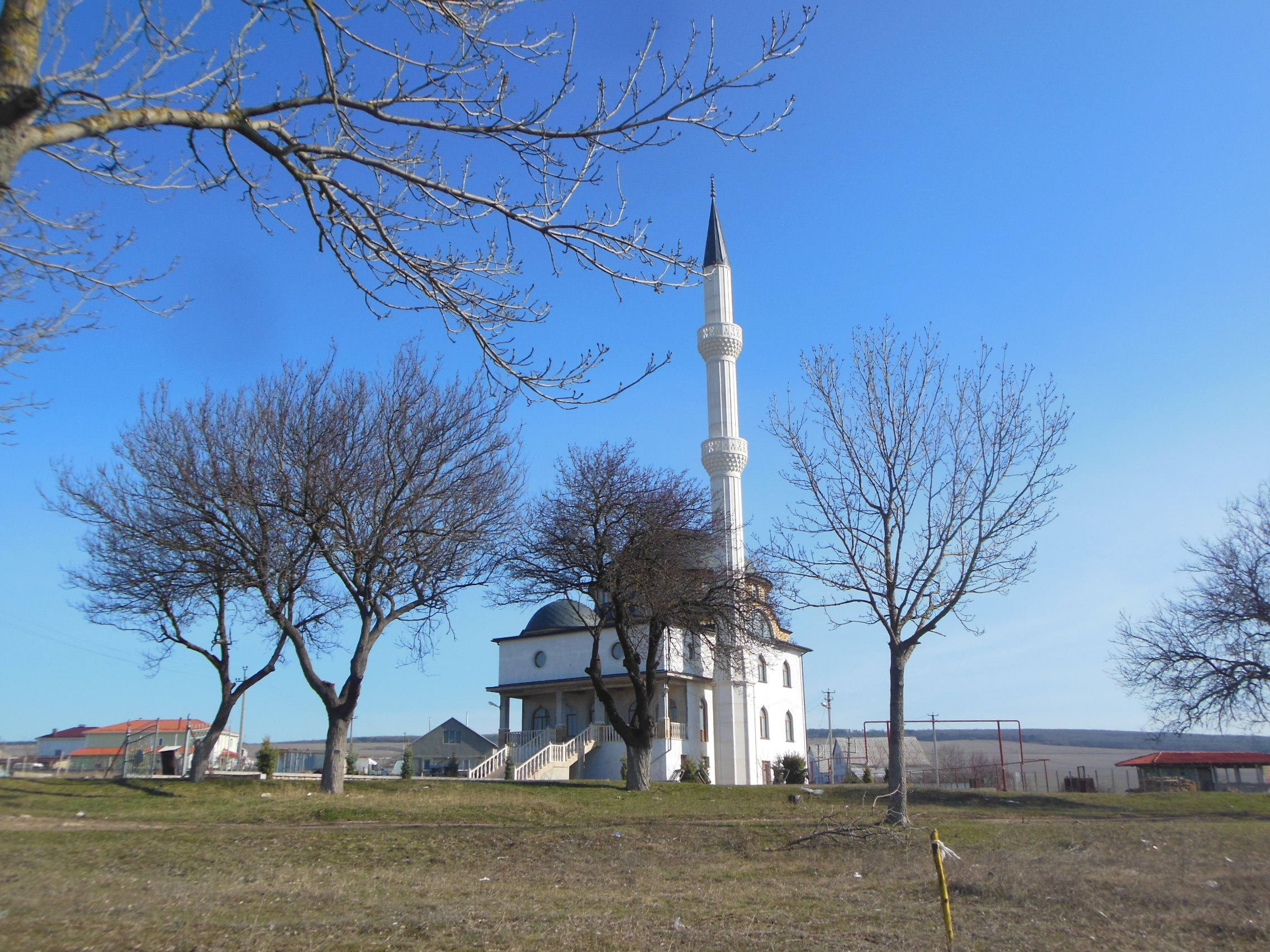
Кадир-Джамі
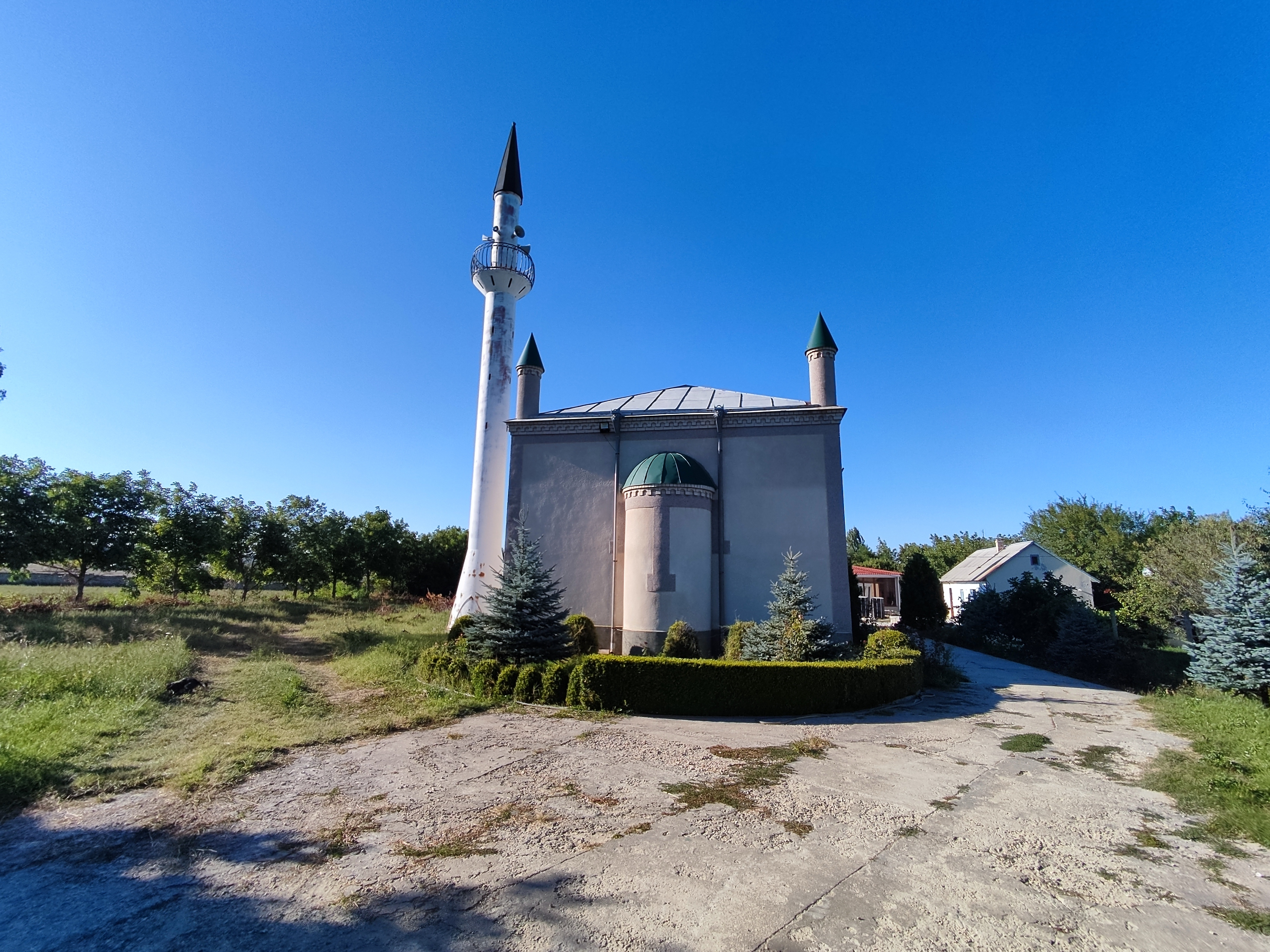
Зуя-Джамісі
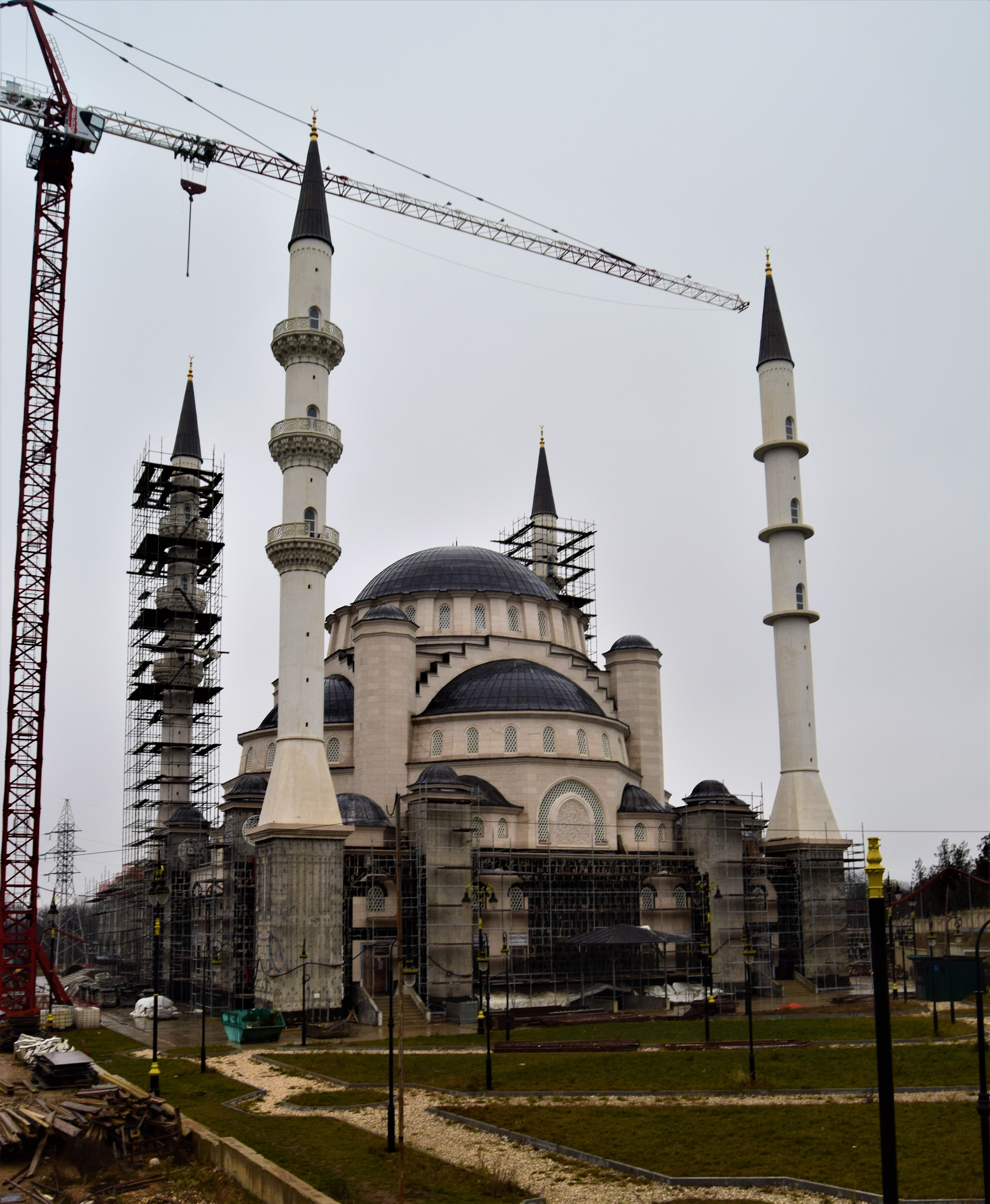
Буюк Джума-Джамі
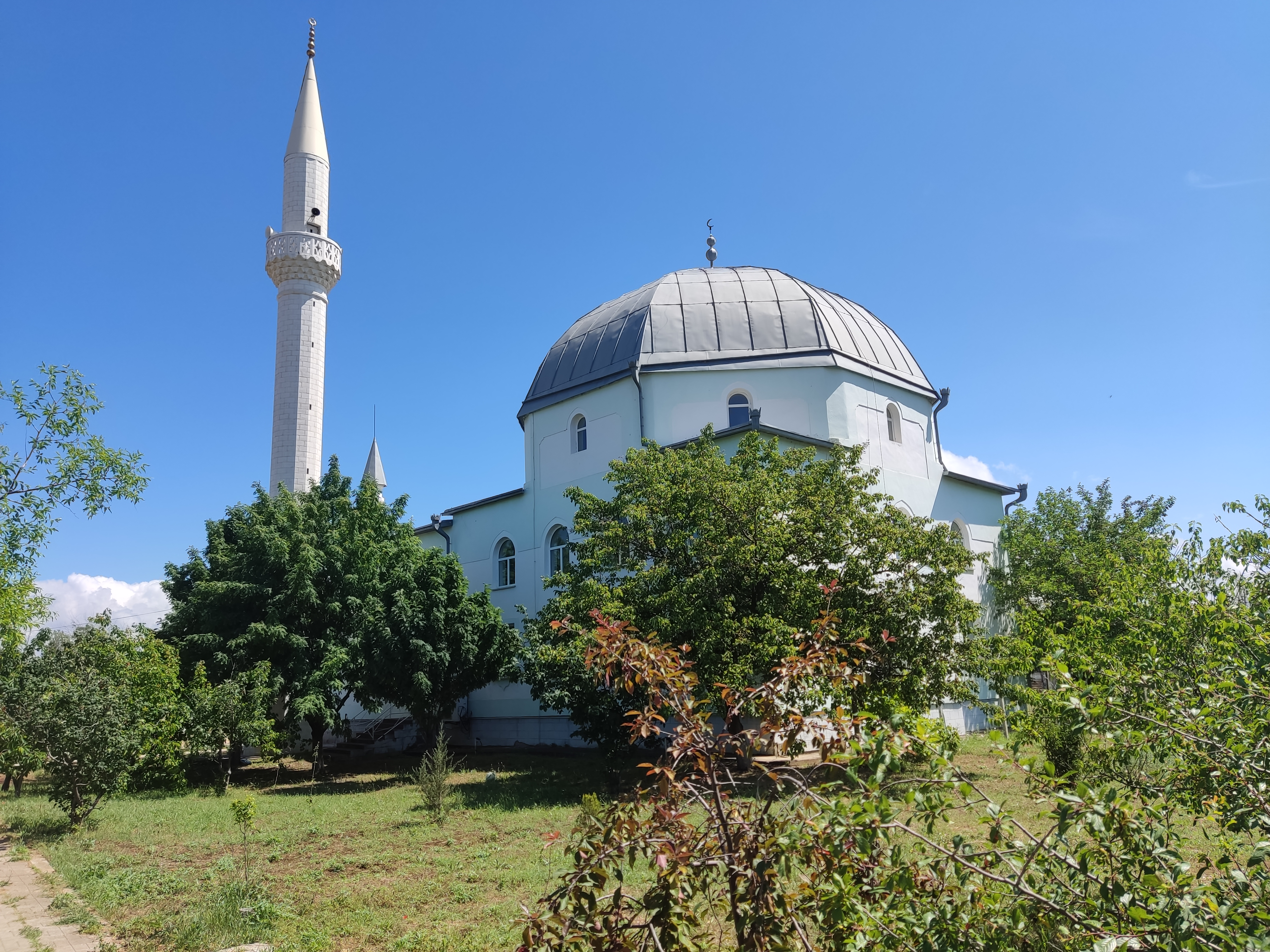
Яни-Джамі

## Рекомендована література
- Андриевский А. Крым и крымские татары. К., 1892
- Крачковская В. Татарское искусство и быт в Крыму // Восток. 1925. № 3
- Кримський А. Ю. Сторінки з історії Криму та кримських татар. К., 1930
- Алпатов М. В. Немеркнущее наследие. Москва, 1991
- Крикун Е. В. Памятники крымскотатарской архитектуры (XIII—XX вв.). Сф., 1998
- Нагаева З. С., Абдурахманова Л. А. Исторические этапы застройки Бахчисарайского дворцового комплекса // Сучасні пробл. архітектури та містобудування: Зб. наук. пр. К., 2011. Вип. 26
- Нагаева З. С., Керимов Э. С. К вопросу о формировании жилой застройки крымских татар в XVIII—XIX вв. в Бахчисарайском районе Крыма // Зб. наук. пр. Нац. авіац. університету. К., 2011. Вип. 5–6